# كيت أفيري
كيت أفيري (بالإنجليزية: Kate Avery) هي منافسة ألعاب القوى بريطانية، ولدت في 10 أكتوبر 1991 في Newton Aycliffe ‏ في المملكة المتحدة.

## وصلات خارجية
- كيت أفيري على موقع الاتحاد الدولي لألعاب القوى (الإنجليزية)
- كيت أفيري على موقع الاتحاد الألماني للألترا ماراثون (الإنجليزية)
- كيت أفيري على موقع الدوري الماسي (الإنجليزية)
- كيت أفيري على موقع TFRRS.org (الإنجليزية)
- كيت أفيري على موقع TFRRS.org (الإنجليزية)
- كيت أفيري على موقع رابطة إحصائيات سباق الطريق (الإنجليزية)
- كيت أفيري على موقع الرابطة الدولية لركض المسار (الإنجليزية)
- كيت أفيري على موقع اتحاد ألعاب الكومنولث (مؤرشف) (الإنجليزية)